# Lista de mesorregiões e microrregiões do Paraná

Mapa do Paraná mostrando seus municípios agrupados em microrregiões, que por sua vez estão agrupadas em mesorregiões.

Esta é a lista de mesorregiões e microrregiões do Paraná, estado brasileiro da Região Sul do país. O estado do Paraná foi dividido geograficamente pelo IBGE em dez mesorregiões, que por sua vez abrangiam 39 microrregiões, segundo o quadro vigente entre 1989 e 2017.
Em 2017, o IBGE extinguiu as mesorregiões e microrregiões, criando um novo quadro regional brasileiro, com novas divisões geográficas denominadas, respectivamente, regiões geográficas intermediárias e imediatas.

## Mesorregiões do Paraná
| Mesorregião                 | Código | Área (km²/2002) | Número de municípios | Localização       | Microrregiões  | Código |
| --------------------------- | ------ | --------------- | -------------------- | ----------------- | -------------- | ------ |
| Noroeste Paranaense         | 01     | 24 488,647      | 61                   |                   | Paranavaí      | 001    |
| Noroeste Paranaense         | 01     | 24 488,647      | 61                   | Umuarama          | 002            |        |
| Noroeste Paranaense         | 01     | 24 488,647      | 61                   | Cianorte          | 003            |        |
| Centro Ocidental Paranaense | 02     | 11 937,031      | 25                   |                   | Goioerê        | 004    |
| Centro Ocidental Paranaense | 02     | 11 937,031      | 25                   | Campo Mourão      | 005            |        |
| Norte Central Paranaense    | 03     | 24 555,727      | 79                   |                   | Astorga        | 006    |
| Norte Central Paranaense    | 03     | 24 555,727      | 79                   | Porecatu          | 007            |        |
| Norte Central Paranaense    | 03     | 24 555,727      | 79                   | Floraí            | 008            |        |
| Norte Central Paranaense    | 03     | 24 555,727      | 79                   | Maringá           | 009            |        |
| Norte Central Paranaense    | 03     | 24 555,727      | 79                   | Apucarana         | 010            |        |
| Norte Central Paranaense    | 03     | 24 555,727      | 79                   | Londrina          | 011            |        |
| Norte Central Paranaense    | 03     | 24 555,727      | 79                   | Faxinal           | 012            |        |
| Norte Central Paranaense    | 03     | 24 555,727      | 79                   | Ivaiporã          | 013            |        |
| Norte Pioneiro Paranaense   | 04     | 12 726,675      | 46                   |                   | Assaí          | 014    |
| Norte Pioneiro Paranaense   | 04     | 12 726,675      | 46                   | Cornélio Procópio | 015            |        |
| Norte Pioneiro Paranaense   | 04     | 12 726,675      | 46                   | Jacarezinho       | 016            |        |
| Norte Pioneiro Paranaense   | 04     | 12 726,675      | 46                   | Ibaiti            | 017            |        |
| Norte Pioneiro Paranaense   | 04     | 12 726,675      | 46                   | Wenceslau Braz    | 018            |        |
| Centro Oriental Paranaense  | 05     | 21 849,546      | 14                   |                   | Telêmaco Borba | 019    |
| Centro Oriental Paranaense  | 05     | 21 849,546      | 14                   | Jaguariaíva       | 020            |        |
| Centro Oriental Paranaense  | 05     | 21 849,546      | 14                   | Ponta Grossa      | 021            |        |
| Oeste Paranaense            | 06     | 22 851,003      | 50                   |                   | Toledo         | 022    |
| Oeste Paranaense            | 06     | 22 851,003      | 50                   | Cascavel          | 023            |        |
| Oeste Paranaense            | 06     | 22 851,003      | 50                   | Foz do Iguaçu     | 024            |        |
| Sudoeste Paranaense         | 07     | 11 645,792      | 37                   |                   | Capanema       | 025    |
| Sudoeste Paranaense         | 07     | 11 645,792      | 37                   | Francisco Beltrão | 026            |        |
| Sudoeste Paranaense         | 07     | 11 645,792      | 37                   | Pato Branco       | 027            |        |
| Centro-Sul Paranaense       | 08     | 26 409,780      | 29                   |                   | Pitanga        | 028    |
| Centro-Sul Paranaense       | 08     | 26 409,780      | 29                   | Guarapuava        | 029            |        |
| Centro-Sul Paranaense       | 08     | 26 409,780      | 29                   | Palmas            | 030            |        |
| Sudeste Paranaense          | 09     | 17 020,900      | 21                   |                   | Prudentópolis  | 031    |
| Sudeste Paranaense          | 09     | 17 020,900      | 21                   | Irati             | 032            |        |
| Sudeste Paranaense          | 09     | 17 020,900      | 21                   | União da Vitória  | 033            |        |
| Sudeste Paranaense          | 09     | 17 020,900      | 21                   | São Mateus do Sul | 034            |        |
| Metropolitana de Curitiba   | 10     | 22 823,708      | 37                   |                   | Cerro Azul     | 035    |
| Metropolitana de Curitiba   | 10     | 22 823,708      | 37                   | Lapa              | 036            |        |
| Metropolitana de Curitiba   | 10     | 22 823,708      | 37                   | Curitiba          | 037            |        |
| Metropolitana de Curitiba   | 10     | 22 823,708      | 37                   | Paranaguá         | 038            |        |
| Metropolitana de Curitiba   | 10     | 22 823,708      | 37                   | Rio Negro         | 039            |        |

## Microrregiões do Paraná divididas por mesorregiões

### Mesorregião do Noroeste Paranaense
| Microrregião | Código | Localização                 | Municípios   |
| ------------ | ------ | --------------------------- | ------------ |
| Paranavaí    | 001    |                             | Alto Paraná  |
| Paranavaí    | 001    | Amaporã                     |              |
| Paranavaí    | 001    | Cruzeiro do Sul             |              |
| Paranavaí    | 001    | Diamante do Norte           |              |
| Paranavaí    | 001    | Guairaçá                    |              |
| Paranavaí    | 001    | Inajá                       |              |
| Paranavaí    | 001    | Itaúna do Sul               |              |
| Paranavaí    | 001    | Jardim Olinda               |              |
| Paranavaí    | 001    | Loanda                      |              |
| Paranavaí    | 001    | Marilena                    |              |
| Paranavaí    | 001    | Mirador                     |              |
| Paranavaí    | 001    | Nova Aliança do Ivaí        |              |
| Paranavaí    | 001    | Nova Londrina               |              |
| Paranavaí    | 001    | Paraíso do Norte            |              |
| Paranavaí    | 001    | Paranacity                  |              |
| Paranavaí    | 001    | Paranapoema                 |              |
| Paranavaí    | 001    | Paranavaí                   |              |
| Paranavaí    | 001    | Planaltina do Paraná        |              |
| Paranavaí    | 001    | Porto Rico                  |              |
| Paranavaí    | 001    | Querência do Norte          |              |
| Paranavaí    | 001    | Santa Cruz de Monte Castelo |              |
| Paranavaí    | 001    | Santa Isabel do Ivaí        |              |
| Paranavaí    | 001    | Santa Mônica                |              |
| Paranavaí    | 001    | Santo Antônio do Caiuá      |              |
| Paranavaí    | 001    | São Carlos do Ivaí          |              |
| Paranavaí    | 001    | São João do Caiuá           |              |
| Paranavaí    | 001    | São Pedro do Paraná         |              |
| Paranavaí    | 001    | Tamboara                    |              |
| Paranavaí    | 001    | Terra Rica                  |              |
| Umuarama     | 002    |                             | Alto Paraíso |
| Umuarama     | 002    | Alto Piquiri                |              |
| Umuarama     | 002    | Altônia                     |              |
| Umuarama     | 002    | Brasilândia do Sul          |              |
| Umuarama     | 002    | Cafezal do Sul              |              |
| Umuarama     | 002    | Cruzeiro do Oeste           |              |
| Umuarama     | 002    | Douradina                   |              |
| Umuarama     | 002    | Esperança Nova              |              |
| Umuarama     | 002    | Francisco Alves             |              |
| Umuarama     | 002    | Icaraíma                    |              |
| Umuarama     | 002    | Iporã                       |              |
| Umuarama     | 002    | Ivaté                       |              |
| Umuarama     | 002    | Maria Helena                |              |
| Umuarama     | 002    | Mariluz                     |              |
| Umuarama     | 002    | Nova Olímpia                |              |
| Umuarama     | 002    | Perobal                     |              |
| Umuarama     | 002    | Pérola                      |              |
| Umuarama     | 002    | São Jorge do Patrocínio     |              |
| Umuarama     | 002    | Tapira                      |              |
| Umuarama     | 002    | Umuarama                    |              |
| Umuarama     | 002    | Xambrê                      |              |
| Cianorte     | 003    |                             | Cianorte     |
| Cianorte     | 003    | Cidade Gaúcha               |              |
| Cianorte     | 003    | Guaporema                   |              |
| Cianorte     | 003    | Indianópolis                |              |
| Cianorte     | 003    | Japurá                      |              |
| Cianorte     | 003    | Jussara                     |              |
| Cianorte     | 003    | Rondon                      |              |
| Cianorte     | 003    | São Manoel do Paraná        |              |
| Cianorte     | 003    | São Tomé                    |              |
| Cianorte     | 003    | Tapejara                    |              |
| Cianorte     | 003    | Tuneiras do Oeste           |              |

### Mesorregião do Centro Ocidental Paranaense
| Microrregião | Código | Localização           | Municípios         |
| ------------ | ------ | --------------------- | ------------------ |
| Goioerê      | 004    |                       | Altamira do Paraná |
| Goioerê      | 004    | Boa Esperança         |                    |
| Goioerê      | 004    | Campina da Lagoa      |                    |
| Goioerê      | 004    | Goioerê               |                    |
| Goioerê      | 004    | Janiópolis            |                    |
| Goioerê      | 004    | Juranda               |                    |
| Goioerê      | 004    | Moreira Sales         |                    |
| Goioerê      | 004    | Nova Cantu            |                    |
| Goioerê      | 004    | Quarto Centenário     |                    |
| Goioerê      | 004    | Rancho Alegre d'Oeste |                    |
| Goioerê      | 004    | Ubiratã               |                    |
| Campo Mourão | 005    |                       | Araruna            |
| Campo Mourão | 005    | Barbosa Ferraz        |                    |
| Campo Mourão | 005    | Campo Mourão          |                    |
| Campo Mourão | 005    | Corumbataí do Sul     |                    |
| Campo Mourão | 005    | Engenheiro Beltrão    |                    |
| Campo Mourão | 005    | Farol                 |                    |
| Campo Mourão | 005    | Fênix                 |                    |
| Campo Mourão | 005    | Iretama               |                    |
| Campo Mourão | 005    | Luiziana              |                    |
| Campo Mourão | 005    | Mamborê               |                    |
| Campo Mourão | 005    | Peabiru               |                    |
| Campo Mourão | 005    | Quinta do Sol         |                    |
| Campo Mourão | 005    | Roncador              |                    |
| Campo Mourão | 005    | Terra Boa             |                    |

### Mesorregião do Norte Central Paranaense
| Microrregião | Código | Localização               | Municípios      |
| ------------ | ------ | ------------------------- | --------------- |
| Astorga      | 006    |                           | Ângulo          |
| Astorga      | 006    | Astorga                   |                 |
| Astorga      | 006    | Atalaia                   |                 |
| Astorga      | 006    | Cafeara                   |                 |
| Astorga      | 006    | Centenário do Sul         |                 |
| Astorga      | 006    | Colorado                  |                 |
| Astorga      | 006    | Flórida                   |                 |
| Astorga      | 006    | Guaraci                   |                 |
| Astorga      | 006    | Iguaraçu                  |                 |
| Astorga      | 006    | Itaguajé                  |                 |
| Astorga      | 006    | Jaguapitã                 |                 |
| Astorga      | 006    | Lobato                    |                 |
| Astorga      | 006    | Lupionópolis              |                 |
| Astorga      | 006    | Mandaguaçu                |                 |
| Astorga      | 006    | Munhoz de Mello           |                 |
| Astorga      | 006    | Nossa Senhora das Graças  |                 |
| Astorga      | 006    | Nova Esperança            |                 |
| Astorga      | 006    | Presidente Castelo Branco |                 |
| Astorga      | 006    | Santa Fé                  |                 |
| Astorga      | 006    | Santa Inês                |                 |
| Astorga      | 006    | Santo Inácio              |                 |
| Astorga      | 006    | Uniflor                   |                 |
| Porecatu     | 007    |                           | Alvorada do Sul |
| Porecatu     | 007    | Bela Vista do Paraíso     |                 |
| Porecatu     | 007    | Florestópolis             |                 |
| Porecatu     | 007    | Miraselva                 |                 |
| Porecatu     | 007    | Porecatu                  |                 |
| Porecatu     | 007    | Prado Ferreira            |                 |
| Porecatu     | 007    | Primeiro de Maio          |                 |
| Porecatu     | 007    | Sertanópolis              |                 |
| Floraí       | 008    |                           | Doutor Camargo  |
| Floraí       | 008    | Floraí                    |                 |
| Floraí       | 008    | Floresta                  |                 |
| Floraí       | 008    | Itambé                    |                 |
| Floraí       | 008    | Ivatuba                   |                 |
| Floraí       | 008    | Ourizona                  |                 |
| Floraí       | 008    | São Jorge do Ivaí         |                 |
| Maringá      | 009    |                           | Mandaguari      |
| Maringá      | 009    | Marialva                  |                 |
| Maringá      | 009    | Maringá                   |                 |
| Maringá      | 009    | Paiçandu                  |                 |
| Maringá      | 009    | Sarandi                   |                 |
| Apucarana    | 010    |                           | Apucarana       |
| Apucarana    | 010    | Arapongas                 |                 |
| Apucarana    | 010    | Califórnia                |                 |
| Apucarana    | 010    | Cambira                   |                 |
| Apucarana    | 010    | Jandaia do Sul            |                 |
| Apucarana    | 010    | Marilândia do Sul         |                 |
| Apucarana    | 010    | Mauá da Serra             |                 |
| Apucarana    | 010    | Novo Itacolomi            |                 |
| Apucarana    | 010    | Sabáudia                  |                 |
| Londrina     | 011    |                           | Cambé           |
| Londrina     | 011    | Ibiporã                   |                 |
| Londrina     | 011    | Londrina                  |                 |
| Londrina     | 011    | Pitangueiras              |                 |
| Londrina     | 011    | Rolândia                  |                 |
| Londrina     | 011    | Tamarana                  |                 |
| Faxinal      | 012    |                           | Bom Sucesso     |
| Faxinal      | 012    | Borrazópolis              |                 |
| Faxinal      | 012    | Cruzmaltina               |                 |
| Faxinal      | 012    | Faxinal                   |                 |
| Faxinal      | 012    | Kaloré                    |                 |
| Faxinal      | 012    | Marumbi                   |                 |
| Faxinal      | 012    | Rio Bom                   |                 |
| Ivaiporã     | 013    |                           | Arapuã          |
| Ivaiporã     | 013    | Ariranha do Ivaí          |                 |
| Ivaiporã     | 013    | Cândido de Abreu          |                 |
| Ivaiporã     | 013    | Godoy Moreira             |                 |
| Ivaiporã     | 013    | Grandes Rios              |                 |
| Ivaiporã     | 013    | Ivaiporã                  |                 |
| Ivaiporã     | 013    | Jardim Alegre             |                 |
| Ivaiporã     | 013    | Lidianópolis              |                 |
| Ivaiporã     | 013    | Lunardelli                |                 |
| Ivaiporã     | 013    | Manoel Ribas              |                 |
| Ivaiporã     | 013    | Nova Tebas                |                 |
| Ivaiporã     | 013    | Rio Branco do Ivaí        |                 |
| Ivaiporã     | 013    | Rosário do Ivaí           |                 |
| Ivaiporã     | 013    | São João do Ivaí          |                 |
| Ivaiporã     | 013    | São Pedro do Ivaí         |                 |

### Mesorregião do Norte Pioneiro Paranaense
| Microrregião      | Código | Localização               | Municípios           |
| ----------------- | ------ | ------------------------- | -------------------- |
| Assaí             | 014    |                           | Assaí                |
| Assaí             | 014    | Jataizinho                |                      |
| Assaí             | 014    | Nova Santa Bárbara        |                      |
| Assaí             | 014    | Rancho Alegre             |                      |
| Assaí             | 014    | Santa Cecília do Pavão    |                      |
| Assaí             | 014    | São Jerônimo da Serra     |                      |
| Assaí             | 014    | São Sebastião da Amoreira |                      |
| Assaí             | 014    | Uraí                      |                      |
| Cornélio Procópio | 015    |                           | Abatiá               |
| Cornélio Procópio | 015    | Andirá                    |                      |
| Cornélio Procópio | 015    | Bandeirantes              |                      |
| Cornélio Procópio | 015    | Congonhinhas              |                      |
| Cornélio Procópio | 015    | Cornélio Procópio         |                      |
| Cornélio Procópio | 015    | Itambaracá                |                      |
| Cornélio Procópio | 015    | Leópolis                  |                      |
| Cornélio Procópio | 015    | Nova América da Colina    |                      |
| Cornélio Procópio | 015    | Nova Fátima               |                      |
| Cornélio Procópio | 015    | Santa Amélia              |                      |
| Cornélio Procópio | 015    | Santa Mariana             |                      |
| Cornélio Procópio | 015    | Santo Antônio do Paraíso  |                      |
| Cornélio Procópio | 015    | Sertaneja                 |                      |
| Cornélio Procópio | 015    | Ribeirão do Pinhal        |                      |
| Jacarezinho       | 016    |                           | Barra do Jacaré      |
| Jacarezinho       | 016    | Cambará                   |                      |
| Jacarezinho       | 016    | Jacarezinho               |                      |
| Jacarezinho       | 016    | Jundiaí do Sul            |                      |
| Jacarezinho       | 016    | Ribeirão Claro            |                      |
| Jacarezinho       | 016    | Santo Antônio da Platina  |                      |
| Ibaiti            | 017    |                           | Conselheiro Mairinck |
| Ibaiti            | 017    | Curiúva                   |                      |
| Ibaiti            | 017    | Figueira                  |                      |
| Ibaiti            | 017    | Ibaiti                    |                      |
| Ibaiti            | 017    | Jaboti                    |                      |
| Ibaiti            | 017    | Japira                    |                      |
| Ibaiti            | 017    | Pinhalão                  |                      |
| Ibaiti            | 017    | Sapopema                  |                      |
| Wenceslau Braz    | 018    |                           | Carlópolis           |
| Wenceslau Braz    | 018    | Guapirama                 |                      |
| Wenceslau Braz    | 018    | Joaquim Távora            |                      |
| Wenceslau Braz    | 018    | Quatiguá                  |                      |
| Wenceslau Braz    | 018    | Salto do Itararé          |                      |
| Wenceslau Braz    | 018    | Santana do Itararé        |                      |
| Wenceslau Braz    | 018    | São José da Boa Vista     |                      |
| Wenceslau Braz    | 018    | Siqueira Campos           |                      |
| Wenceslau Braz    | 018    | Tomazina                  |                      |
| Wenceslau Braz    | 018    | Wenceslau Braz            |                      |

### Mesorregião do Centro Oriental Paranaense
| Microrregião   | Código | Localização    | Municípios |
| -------------- | ------ | -------------- | ---------- |
| Telêmaco Borba | 019    |                | Imbaú      |
| Telêmaco Borba | 019    | Ortigueira     |            |
| Telêmaco Borba | 019    | Reserva        |            |
| Telêmaco Borba | 019    | Telêmaco Borba |            |
| Telêmaco Borba | 019    | Tibagi         |            |
| Telêmaco Borba | 019    | Ventania       |            |
| Jaguariaíva    | 020    |                | Arapoti    |
| Jaguariaíva    | 020    | Jaguariaíva    |            |
| Jaguariaíva    | 020    | Piraí do Sul   |            |
| Jaguariaíva    | 020    | Sengés         |            |
| Ponta Grossa   | 021    |                | Carambeí   |
| Ponta Grossa   | 021    | Castro         |            |
| Ponta Grossa   | 021    | Palmeira       |            |
| Ponta Grossa   | 021    | Ponta Grossa   |            |

### Mesorregião do Oeste Paranaense
| Microrregião  | Código | Localização               | Municípios          |
| ------------- | ------ | ------------------------- | ------------------- |
| Toledo        | 022    |                           | Assis Chateaubriand |
| Toledo        | 022    | Diamante d'Oeste          |                     |
| Toledo        | 022    | Entre Rios do Oeste       |                     |
| Toledo        | 022    | Formosa do Oeste          |                     |
| Toledo        | 022    | Guaíra                    |                     |
| Toledo        | 022    | Iracema do Oeste          |                     |
| Toledo        | 022    | Jesuítas                  |                     |
| Toledo        | 022    | Marechal Cândido Rondon   |                     |
| Toledo        | 022    | Maripá                    |                     |
| Toledo        | 022    | Mercedes                  |                     |
| Toledo        | 022    | Nova Santa Rosa           |                     |
| Toledo        | 022    | Ouro Verde do Oeste       |                     |
| Toledo        | 022    | Palotina                  |                     |
| Toledo        | 022    | Pato Bragado              |                     |
| Toledo        | 022    | Quatro Pontes             |                     |
| Toledo        | 022    | Santa Helena              |                     |
| Toledo        | 022    | São José das Palmeiras    |                     |
| Toledo        | 022    | São Pedro do Iguaçu       |                     |
| Toledo        | 022    | Terra Roxa                |                     |
| Toledo        | 022    | Toledo                    |                     |
| Toledo        | 022    | Tupãssi                   |                     |
| Cascavel      | 023    |                           | Anahy               |
| Cascavel      | 023    | Boa Vista da Aparecida    |                     |
| Cascavel      | 023    | Braganey                  |                     |
| Cascavel      | 023    | Cafelândia                |                     |
| Cascavel      | 023    | Campo Bonito              |                     |
| Cascavel      | 023    | Capitão Leônidas Marques  |                     |
| Cascavel      | 023    | Cascavel                  |                     |
| Cascavel      | 023    | Catanduvas                |                     |
| Cascavel      | 023    | Corbélia                  |                     |
| Cascavel      | 023    | Diamante do Sul           |                     |
| Cascavel      | 023    | Guaraniaçu                |                     |
| Cascavel      | 023    | Ibema                     |                     |
| Cascavel      | 023    | Iguatu                    |                     |
| Cascavel      | 023    | Lindoeste                 |                     |
| Cascavel      | 023    | Nova Aurora               |                     |
| Cascavel      | 023    | Santa Lúcia               |                     |
| Cascavel      | 023    | Santa Tereza do Oeste     |                     |
| Cascavel      | 023    | Três Barras do Paraná     |                     |
| Foz do Iguaçu | 024    |                           | Céu Azul            |
| Foz do Iguaçu | 024    | Foz do Iguaçu             |                     |
| Foz do Iguaçu | 024    | Itaipulândia              |                     |
| Foz do Iguaçu | 024    | Matelândia                |                     |
| Foz do Iguaçu | 024    | Medianeira                |                     |
| Foz do Iguaçu | 024    | Missal                    |                     |
| Foz do Iguaçu | 024    | Ramilândia                |                     |
| Foz do Iguaçu | 024    | Santa Terezinha de Itaipu |                     |
| Foz do Iguaçu | 024    | São Miguel do Iguaçu      |                     |
| Foz do Iguaçu | 024    | Serranópolis do Iguaçu    |                     |
| Foz do Iguaçu | 024    | Vera Cruz do Oeste        |                     |

### Mesorregião do Sudoeste Paranaense
| Microrregião      | Código | Localização                | Municípios         |
| ----------------- | ------ | -------------------------- | ------------------ |
| Capanema          | 025    |                            | Ampére             |
| Capanema          | 025    | Bela Vista da Caroba       |                    |
| Capanema          | 025    | Capanema                   |                    |
| Capanema          | 025    | Pérola d'Oeste             |                    |
| Capanema          | 025    | Planalto                   |                    |
| Capanema          | 025    | Pranchita                  |                    |
| Capanema          | 025    | Realeza                    |                    |
| Capanema          | 025    | Santa Izabel do Oeste      |                    |
| Francisco Beltrão | 026    |                            | Barracão           |
| Francisco Beltrão | 026    | Boa Esperança do Iguaçu    |                    |
| Francisco Beltrão | 026    | Bom Jesus do Sul           |                    |
| Francisco Beltrão | 026    | Cruzeiro do Iguaçu         |                    |
| Francisco Beltrão | 026    | Dois Vizinhos              |                    |
| Francisco Beltrão | 026    | Enéas Marques              |                    |
| Francisco Beltrão | 026    | Flor da Serra do Sul       |                    |
| Francisco Beltrão | 026    | Francisco Beltrão          |                    |
| Francisco Beltrão | 026    | Manfrinópolis              |                    |
| Francisco Beltrão | 026    | Marmeleiro                 |                    |
| Francisco Beltrão | 026    | Nova Esperança do Sudoeste |                    |
| Francisco Beltrão | 026    | Nova Prata do Iguaçu       |                    |
| Francisco Beltrão | 026    | Pinhal de São Bento        |                    |
| Francisco Beltrão | 026    | Renascença                 |                    |
| Francisco Beltrão | 026    | Salgado Filho              |                    |
| Francisco Beltrão | 026    | Salto do Lontra            |                    |
| Francisco Beltrão | 026    | Santo Antônio do Sudoeste  |                    |
| Francisco Beltrão | 026    | São Jorge d'Oeste          |                    |
| Francisco Beltrão | 026    | Verê                       |                    |
| Pato Branco       | 027    |                            | Bom Sucesso do Sul |
| Pato Branco       | 027    | Chopinzinho                |                    |
| Pato Branco       | 027    | Coronel Vivida             |                    |
| Pato Branco       | 027    | Itapejara d'Oeste          |                    |
| Pato Branco       | 027    | Mariópolis                 |                    |
| Pato Branco       | 027    | Pato Branco                |                    |
| Pato Branco       | 027    | São João                   |                    |
| Pato Branco       | 027    | Saudade do Iguaçu          |                    |
| Pato Branco       | 027    | Sulina                     |                    |
| Pato Branco       | 027    | Vitorino                   |                    |

### Mesorregião do Centro-Sul Paranaense
| Microrregião | Código | Localização             | Municípios               |
| ------------ | ------ | ----------------------- | ------------------------ |
| Pitanga      | 028    |                         | Boa Ventura de São Roque |
| Pitanga      | 028    | Laranjal                |                          |
| Pitanga      | 028    | Mato Rico               |                          |
| Pitanga      | 028    | Palmital                |                          |
| Pitanga      | 028    | Pitanga                 |                          |
| Pitanga      | 028    | Santa Maria do Oeste    |                          |
| Guarapuava   | 029    |                         | Campina do Simão         |
| Guarapuava   | 029    | Candói                  |                          |
| Guarapuava   | 029    | Cantagalo               |                          |
| Guarapuava   | 029    | Espigão Alto do Iguaçu  |                          |
| Guarapuava   | 029    | Foz do Jordão           |                          |
| Guarapuava   | 029    | Goioxim                 |                          |
| Guarapuava   | 029    | Guarapuava              |                          |
| Guarapuava   | 029    | Inácio Martins          |                          |
| Guarapuava   | 029    | Laranjeiras do Sul      |                          |
| Guarapuava   | 029    | Marquinho               |                          |
| Guarapuava   | 029    | Nova Laranjeiras        |                          |
| Guarapuava   | 029    | Pinhão                  |                          |
| Guarapuava   | 029    | Porto Barreiro          |                          |
| Guarapuava   | 029    | Quedas do Iguaçu        |                          |
| Guarapuava   | 029    | Reserva do Iguaçu       |                          |
| Guarapuava   | 029    | Rio Bonito do Iguaçu    |                          |
| Guarapuava   | 029    | Turvo                   |                          |
| Guarapuava   | 029    | Virmond                 |                          |
| Palmas       | 030    |                         | Clevelândia              |
| Palmas       | 030    | Coronel Domingos Soares |                          |
| Palmas       | 030    | Honório Serpa           |                          |
| Palmas       | 030    | Mangueirinha            |                          |
| Palmas       | 030    | Palmas                  |                          |

### Mesorregião do Sudeste Paranaense
| Microrregião      | Código | Localização         | Municípios         |
| ----------------- | ------ | ------------------- | ------------------ |
| Prudentópolis     | 031    |                     | Fernandes Pinheiro |
| Prudentópolis     | 031    | Guamiranga          |                    |
| Prudentópolis     | 031    | Imbituva            |                    |
| Prudentópolis     | 031    | Ipiranga            |                    |
| Prudentópolis     | 031    | Ivaí                |                    |
| Prudentópolis     | 031    | Prudentópolis       |                    |
| Prudentópolis     | 031    | Teixeira Soares     |                    |
| Irati             | 032    |                     | Irati              |
| Irati             | 032    | Mallet              |                    |
| Irati             | 032    | Rebouças            |                    |
| Irati             | 032    | Rio Azul            |                    |
| União da Vitória  | 033    |                     | Bituruna           |
| União da Vitória  | 033    | Cruz Machado        |                    |
| União da Vitória  | 033    | General Carneiro    |                    |
| União da Vitória  | 033    | Paula Freitas       |                    |
| União da Vitória  | 033    | Paulo Frontin       |                    |
| União da Vitória  | 033    | Porto Vitória       |                    |
| União da Vitória  | 033    | União da Vitória    |                    |
| São Mateus do Sul | 034    |                     | Antônio Olinto     |
| São Mateus do Sul | 034    | São João do Triunfo |                    |
| São Mateus do Sul | 034    | São Mateus do Sul   |                    |

### Mesorregião Metropolitana de Curitiba
| Microrregião | Código | Localização           | Municípios          |
| ------------ | ------ | --------------------- | ------------------- |
| Cerro Azul   | 035    |                       | Adrianópolis        |
| Cerro Azul   | 035    | Cerro Azul            |                     |
| Cerro Azul   | 035    | Doutor Ulysses        |                     |
| Lapa         | 036    |                       | Lapa                |
| Lapa         | 036    | Porto Amazonas        |                     |
| Curitiba     | 037    |                       | Almirante Tamandaré |
| Curitiba     | 037    | Araucária             |                     |
| Curitiba     | 037    | Balsa Nova            |                     |
| Curitiba     | 037    | Bocaiúva do Sul       |                     |
| Curitiba     | 037    | Campina Grande do Sul |                     |
| Curitiba     | 037    | Campo Largo           |                     |
| Curitiba     | 037    | Campo Magro           |                     |
| Curitiba     | 037    | Colombo               |                     |
| Curitiba     | 037    | Contenda              |                     |
| Curitiba     | 037    | Curitiba              |                     |
| Curitiba     | 037    | Fazenda Rio Grande    |                     |
| Curitiba     | 037    | Itaperuçu             |                     |
| Curitiba     | 037    | Mandirituba           |                     |
| Curitiba     | 037    | Pinhais               |                     |
| Curitiba     | 037    | Piraquara             |                     |
| Curitiba     | 037    | Quatro Barras         |                     |
| Curitiba     | 037    | Rio Branco do Sul     |                     |
| Curitiba     | 037    | São José dos Pinhais  |                     |
| Curitiba     | 037    | Tunas do Paraná       |                     |
| Paranaguá    | 038    |                       | Antonina            |
| Paranaguá    | 038    | Guaraqueçaba          |                     |
| Paranaguá    | 038    | Guaratuba             |                     |
| Paranaguá    | 038    | Matinhos              |                     |
| Paranaguá    | 038    | Morretes              |                     |
| Paranaguá    | 038    | Paranaguá             |                     |
| Paranaguá    | 038    | Pontal do Paraná      |                     |
| Rio Negro    | 039    |                       | Agudos do Sul       |
| Rio Negro    | 039    | Campo do Tenente      |                     |
| Rio Negro    | 039    | Piên                  |                     |
| Rio Negro    | 039    | Quitandinha           |                     |
| Rio Negro    | 039    | Rio Negro             |                     |
| Rio Negro    | 039    | Tijucas do Sul        |                     |